# سکس‌باکس (ترانه)
«سکس‌باکس» (انگلیسی: Sexbox) تک‌آهنگی از خوانندۀ آمریکایی لاتویا جکسون است. این تک‌آهنگ، از آلبوم او در سال ۱۹۹۱، بدونِ رابطه است. این تک‌آهنگ بر روی تک‌های ۷، ۱۲ اینچی و سی‌دی در آلمان، اتریش، سوئیس و هلند منتشر شد.
این تک‌آهنگ در پامپ رکوردز (بخشی از دینو رکوردز) منتشر شد و یک کمپین تبلیغاتی بزرگ باعث تقویت آهنگ در هلند و آلمان شد. این تک‌آهنگ در جدول شماره ۲۳ چارت هلندی قرار گرفت و دومین موفقیت بزرگ هلندی جکسون در دوران حرفه‌ای او شد.

## نسخه‌های رسمی
- نسخه آلبوم ۴:۰۲
- نسخۀ رادیویی ۳:۵۷
- نسخه توسعه‌یافته آلبوم ۷:۲۲
- ۱۲" نسخه ۷:۱۴
- ۱۲" نسخه ابزاری ۷:۱۴

## منبع
1. ↑  Discogs